# Sonate voor twee accordeons
Sonate voor twee accordeons is een compositie van Kalevi Aho.
Aho schreef zelf over deze sonate voor twee accordeons, dat het een bewerking is van zijn Sonate nr. 1 voor accordeon uit 1984. Die bewerkte hij in 1989 voor de première; het basiswerk bleek niet geheel uitvoerbaar te zijn. Weer later breidde hij de bezetting uit naar twee accordeons. De muzikale lijnen konden toen duidelijker uitgezet en beluisterbaar zijn. De componist was daarbij niet van plan te beknotten op de benodigde virtuositeit voor uitvoering van het werk. De "melodie" die de basis vormt voor de sonate is een twaalftonenreeks.
De sonate bestaat ander dan de klassieke driedeling uit slechts twee delen:
- Prelude (molto rubato) en passacaglia
- Prelude (leggiero) en fuga (andante-piu mosso-leggiero)